# Nejlepší brankář 1. české hokejové ligy
Nejlepší brankář je individuální ocenění pro nejlepšího brankáře 1. české hokejové ligy. Toto ocenění se uděluje z iniciativy webu Hokej.cz od sezony 2018/2019. O jejichž držitelích rozhodují zástupci ze všech klubů 1. ligy.

## Držitelé
| Sezóna    | Hráč           | Tým                      |
| --------- | -------------- | ------------------------ |
| 2018/2019 | Lukáš Klimeš   | HC Zubr Přerov           |
| 2019/2020 | Lukáš Klimeš   | HC Zubr Přerov           |
| 2020/2021 | Pavel Jekel    | SK Horácká Slavia Třebíč |
| 2021/2022 | Jakub Málek    | VHK ROBE Vsetín          |
| 2022/2023 | Daniel Huf     | PSG Berani Zlín          |
| 2023/2024 | Michal Postava | HC Zubr Přerov           |
| 2024/2025 | Adam Beran     | HC Dukla Jihlava         |